# Всемирный день защиты прав потребителей

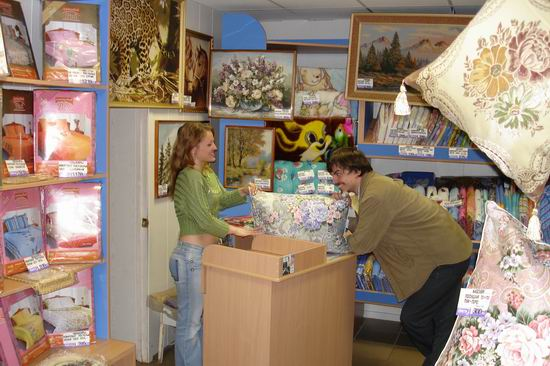
Продавец за работой

День прав потребителей (Всемирный день защиты прав потребителей, Всемирный день прав потребителя) (англ. World Consumer Rights Day) отмечается 15 марта. Впервые отмечался в 1983 году.

## День прав потребителей в мире

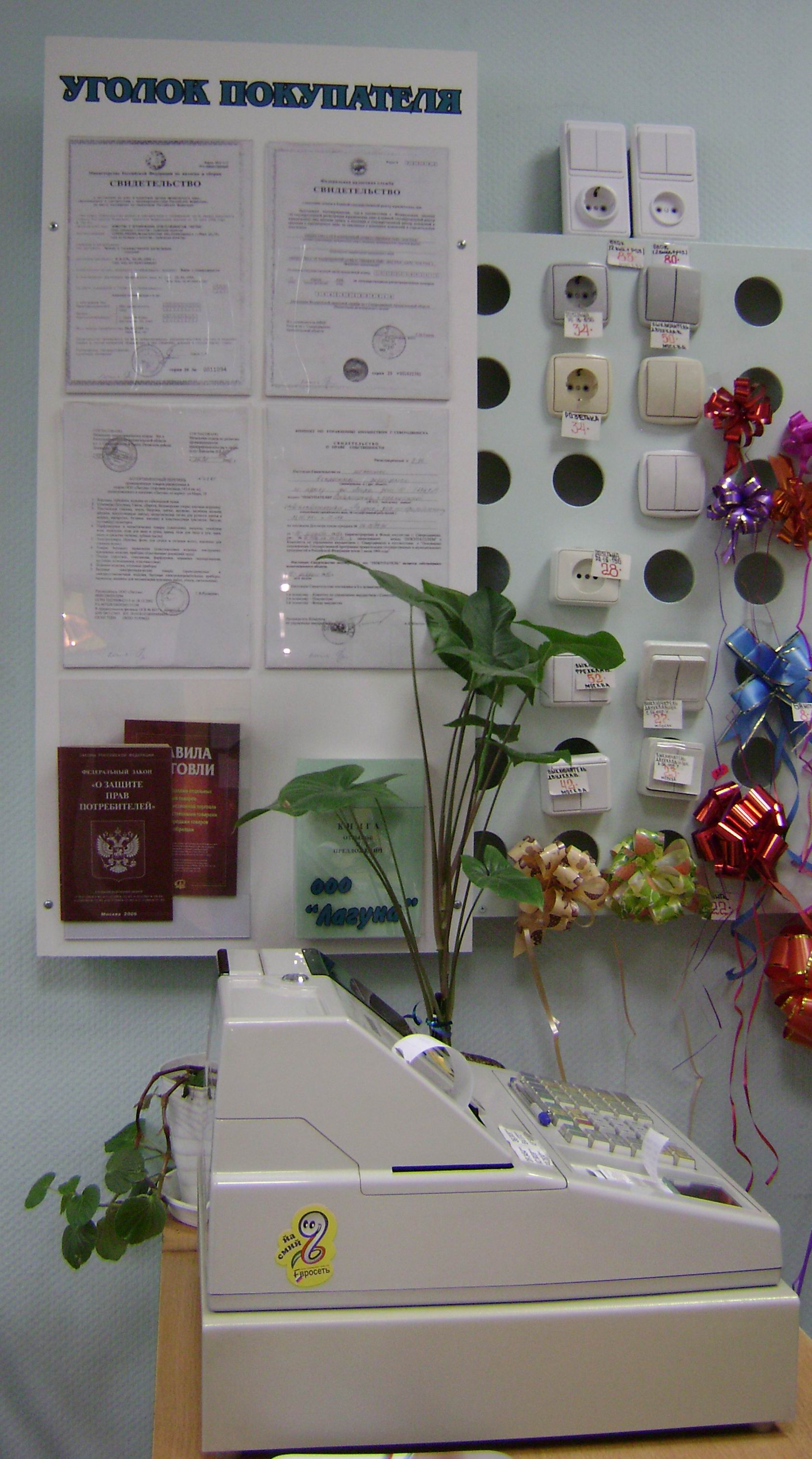
Книга отзывов и предложений

День прав потребителей приурочен к дате выступления Джона Кеннеди в конгрессе США в 1962 году.
На высшем уровне было дано понятие потребитель. Джон Кеннеди выделил четыре принципиальных права потребителей:
- Право на информацию
- Право на безопасность
- Право на выбор
- Право быть услышанным

Позже они легли в основу закона о защите прав потребителей во многих странах, включая Российскую Федерацию.
В 1960 году была основана некоммерческая компания Consumers International (CI) — Международная организация потребителей. Организация работает более 50 лет. Объединяет около двухсот общественных и государственных организаций защиты прав потребителей более чем из семидесяти развитых демократических государств.
Принципы Consumers International:
- Право на информацию
- Право на безопасность
- Право на выбор
- Право быть услышанным
- Право на возмещение ущерба
- Право на здоровую окружающую среду
- Право на потребительское образование
- Право на удовлетворение базовых потребностей

Consumers International защищает права потребителей в ЮНЕСКО и ООН, оказывает образовательную и правовую помощь.
День прав потребителей учрежден ООН с 1983 г.
9 апреля 1985 года Генеральная Ассамблея ООН закрепила руководящие принципы защиты прав потребителей. И отныне права потребителей юридически признаны.

## День прав потребителей в России
В СССР 1989 год был ознаменован созданием Всесоюзной федерации потребительских обществ, куда вошли Госстандарт, Санэпиднадзор, антимонопольный комитет (ныне Федеральная антимонопольная служба (ФАС), уже существующие региональные и республиканские общества потребителей, кредитные союзы и другие организации подобного профиля. Благодаря созданной федерации немало советских граждан сумели отстоять свои интересы в конфликтных ситуациях, по обе стороны торгового прилавка и в сфере бытовых услуг.
В 1992 году Верховный Совет РСФСР принял первый в истории России закон направленный на защиту граждан РФ, имеющих намерение заказать или приобрести какой-либо товар или услугу. Документ получил название «Закон о защите прав потребителей». Базовые принципы Кодекса потребителя с этого момента были закреплены законодательно. Однако, даже тогда, Всемирный день прав потребителя в России отмечался полуофициально, и лишь вступление страны во Всемирную Организацию Союза потребителей дало этому дню должный статус. Председатель Союза потребителей России — депутат ГД РФ четырёх созывов (1993—2007), член Общественной палаты РФ в 2008—2010 гг. Пётр Шелищ.

Российской особенностью ВДПП является то, что каждый год он проходит под определённым девизом. Так, девиз 2009 года: «Потребитель! Знай свои права!». Подобная практика позволяет правозащитным организациям РФ концентрироваться на наиболее проблемных участках сферы защиты потребительских прав. И, по-видимому, это не случайно, ведь 2008 год имел девиз: «Поколение нездорового питания — кампания по борьбе с распространением нездорового питания среди детей». В немалой степени благодаря давлению правозащитников, сконцентрировавших свои усилия на проблемах детского питания, в декабре 2008 года был принят «молочный регламент», согласно которому 

«питьевым молоком» может называться исключительно продукт, произведённый из натурального сырого молока, которое не подвергалось выпариванию. Если же в состав входит хотя бы 1 % сухого порошка, то такой продукт должен именоваться «молочным напитком» или «заменителем молочного продукта»

По статистике Общества защиты прав потребителей «Общественный контроль», всё большее и большее количество граждан решаются защищать свои потребительские права, в том числе и в судебном порядке: так, если в 1998 году было подано всего 27,1 тысячи таких исков, в 2007 году — уже 95 тысяч, а в 2010 — 315 тысяч.